# 巴小飛
巴小飛（英語：Dash Parr）是由美國製片廠皮克斯工作室以超級英雄為題材，分別在2004年與2018年推出的電影動畫《超人特攻隊》、《超人特攻隊2》中，所登場的虛構男性角色，是個10歲的小男孩，身高4英呎（121公分），體重60磅（27公斤），他被設定成是一位擁有強大力氣的男性超級英雄巴鮑伯（Bob Parr），以及一位能自由伸展身軀的女性超級英雄巴荷莉（Helen Parr）的長男，小飛本身也具有著一般普通人所沒有的超能力，他擁有飛毛腿，極速能達到時速190哩（306公里），能夠透過高速制造電能量，喜愛調皮搗蛋，和捉弄他姐姐巴小倩。
1. ↑  . emol.org. emol.org.   [2023-12-29]. （原始内容存档于2018-06-15）.